# Lokeswara
Lokeswara (Loka) fou un cap suprem de Ruhunu del 1059 al 1065.
Va emergir després de la mort Jagatipala, i després d'un breu govern de Parakama Pandya. Lokeswara va derrotar l'exèrcit cola i es va establir a Kataragama, des de on va administrar el país.
El seu poder fou desafiat per Kirti, un príncep de sang reial, fill de Mogallana (descendent de Mahinda V) i de Lokita (descendent de Dathupatissa). Les forces dels dos rivals es van enfrontar diverses vegades, sent els principals combats a Bodivale i alguns a Cunnasala en cadascun dels quals les forces de Lokeswara foren rebutjades. Finalment un guerrer molt notable, Devamalla (fill d'un noble de nom Kirti de Makkha-Kudrusa), que ja havia combatut amb molt d'èxit contra els coles, es va unir a Kirti, que amb aquest reforç es va sentir prou fort per iniciar una acció decisiva contra Lokeswara. Va sortir de Cunnasala i va acampar a Remunusela al districte de Hirannamalaya (Ratnapura); alli va enfrontar a Lokeswara que tenia unes forces superiors; Kirti va actuar a la defensiva i va aconseguir la retirada de Lokeswara cap a la seva capital Kataragama, on va esperar l'arribada del seu rival. En l'espera es va posar malalt i va morir després de sis anys de regnat.
Els numismàtics singalesos fan esment freqüent a unes monedes anomenades kahapames i masses (les primeres de les quals eren peces d'or d'un valor deu vegades les segones) com havent estat en ús des del temps del rei Gamani en endavant, però les monedes més antigues en existència són dos peces d'or del regnat de Lokeswara que estan al Museu Britànic.
A la mort de Lokeswara, Kassapa, cap guardià de la relíquia sagrada del Cabell de Buda, es va apoderar del govern de Ruhunu a Kataragama.